# Jean-François Vuarin
Jean-François Vuarin (* 10. Juni 1769 in Collonges-sous-Salève; † 6. September 1843 in Genf) war ein römisch-katholischer Geistlicher.

## Leben
Jean-François Vuarin war der Sohn des Kleinhändlers Jacques Vuarin und dessen Ehefrau Antoinette, geb. Compagnon. Er besuchte das Priesterseminar in Annecy und studierte Theologie an der Sorbonne in Paris. 1792 erfolgte seine Ordination zum Priester und er wurde Missionar in Genf. 1802 trug er zur Wiedereinrichtung der dortigen katholischen Pfarrei bei. Er wurde bischöflicher Sekretär in Chambéry und war von 1806 bis 1843 Pfarrer in Genf, in dieser Zeit erfolgte 1817 seine Ernennung zum Offizial und 1818 zum Generalvikar ohne offizielle Nominierung.

### Wirken
Jean-François Vuarin wollte dem Katholizismus in der reformierten Hochburg Genf wieder zu einem bedeutenden Platz verhelfen und dazu war er diplomatisch und politisch sehr aktiv und schrieb diverse Traktate. Er beeinflusste von 1813 bis 1816 die Verhandlungen zur Integration der katholischen Bevölkerung des sardinischen Königreichs und des Pays de Gex im (künftigen) Kanton Genf. Mithilfe seines weiten Beziehungsnetzes kämpfte er gegen den Anschluss Genfs an eine Schweizer Diözese und für die Wiederherstellung einer unabhängigen Diözese, wie sie bereits in der Vergangenheit bestanden hatte. Er sorgte sich um die Rechte der Katholiken und versuchte sie auch auf die Themenfelder Friedhöfe, Kongregationen und das Schulwesen auszudehnen. Seine Schriften zeugen von einem Zermürbungskrieg mit der Genfer Regierung.
Das Konkordat vom 15. Juli 1801, mit dem der Friede zwischen der Kirche und dem französischen Staat wiederhergestellt wurde, ermöglichte die Errichtung des Suffraganbistums Chambéry und Genf (Bulle vom 29. November 1801), das dem Erzbistum Lyon unterstand; der Titel des Bischofs von Genf wurde dem Bischof von Chambéry übertragen; ging jedoch schon 1815 an den Bischof von Lausanne über. 1803 las ein Priester in der Kirche Saint-Germain erstmals wieder eine Messe in Genf – zuletzt waren solche 1679 in der Kapelle des französischen Residenten zelebriert worden. Die Diözese von Genf wurde aufgrund des Konkordats von 1817 zwischen dem Papst und dem König von Sardinien, der wieder in den Besitz Savoyens gelangt war, in das Erzbistum Chambéry umgewandelt. 1819 trennte Papst Pius VII. die katholischen Pfarreien des Kanton Genf trotz des Widerstands des Erzbischofs und vor allem von Jean-François Vuarin, vom Erzbistum Chambéry ab und verleibte sie der Diözese Lausanne ein. 1821 entzog der Papst auf Ansuchen der Genfer Regierung dem Erzbischof von Chambéry den Titel des Bischofs von Genf und übertrug diesen dem Bischof von Lausanne, der in Freiburg seinen Sitz hatte. Die französischen Teile des Bistums wurden 1822 in der neuerrichteten Diözese Annecy zusammengefasst.
Als Jean-François Vuarin 1806 sein Pfarramt übernahm, gab es in Genf etwa 500 Katholiken, als er starb, waren es ungefähr 10.000 Katholiken, es gab eine Kirche, mehrere wohltätige Einrichtungen, unter anderem ein Waisenhaus, eine Schule für 300 Mädchen sowie eine für 300 Jungen und ein Hospital; an seinem Begräbnis nahmen 30.000 Katholiken und Protestanten teil.

## Schriften (Auswahl)
- Bénédiction Solennelle du nouveau cimetière catholique de la ville de Genève le 21 mai 1822. Genève: Guers Père, 1822.
- Considérations sur la Confrérie en l’honneur du Très-Saint Sacrement: établie dans la paroisse catholique de Genève, le jour de la Fête-Dieu de l’année 1823. Genève: P.A. Bonnant, 1823.
- Réflexions sur la lettre de Monsieur Jean François Vuarin, curé de Genève, adressée à Monsieur le premier Syndic au sujet de l’inhumation d’un détenu mort à la prison pénitentiaire. Genève  Lador, 1829.
- Dialogues sur le jubilé annoncé parles ministres de Genève, entre un élève catholique, Du collége de Carouge, et un élève protestant Du collége de Genève. Genève 1835.
- Lettre à M. le Professeur Auguste de la Rive, écrite par son précepteur officieux, en réponse à celle qu’il a adressée à M. Gaspard Greffier, curé de Carouge, sous date du 15 Août 1835. Genève 1835.
- L’ombre de Rousseau, en réponse à l’ombre de Calvin. Genève 1835.
- La tolérance de Genève prouvée par les faits: supplément à la lettre de M. Nachon, ancien curé de Divonne, sur le même sujet. Genève: Chez les principaux libraires, 1835.
- Question à résoudre par tous les amis de l’ordre légal: Pourquoi les habitans des paroisses de Lancy et de Thônex sont-ils mis dans un cas d’exception, en-dehors de l’ordre légal, pour le traitement de leurs curés? Genève 1836.
- Au vénérable clergé de l’ancien diocèse de Genève, Messieurs, le voeu de Monseigneur Bigex, décédé archevêque de Chambéry, avait toujours été de laisser un monument historique sur la persécution exercée contre la religion, à la fin du siècle dernier. Genève Pelletier 1837.